# 山田村 (大阪府南河内郡)
山田村（やまだむら）は、大阪府南河内郡にあった村。現在の太子町大字山田・畑にあたる。

## 地理
- 山岳：神山、雄岳、雌岳
- 峠：竹内峠
- 河川：飛鳥川

## 歴史
- 1889年（明治22年）4月1日 - 町村制の施行により、石川郡山田村・畑村の区域をもって発足。
- 1896年（明治29年）4月1日 - 所属郡が南河内郡に変更。
- 1956年（昭和31年）9月30日 - 磯長村と合併して太子町が発足。同日山田村廃止。

## 交通

### 道路
- 国道166号（竹内街道）

## 名所・旧跡・観光スポット・祭事・催事
- 科長神社
- 二子塚古墳
- 仏陀寺
- 山田高塚古墳